# 城南学園 (学習塾)
城南学園（じょうなんがくえん）は、現在千葉県に展開する学習塾・進学塾である。中・高・大学受験を対象とし、親身な指導が評判を呼んでいる。単にJG（ジェージー）、城南（じょうなん）と呼ばれることもある。モットーは、よくわかる・楽しい・力のつく授業、やさしく・きびしく・あたたかく。　

## 教育理念（校是）
- 「Research ― 深く考える」
- 「Challenge ― 積極的に取り組む」
- 「Achieve ― 最後まで成し遂げる」

※かつては、この3つの教育理念を合わせて城南学園の「ニューガンバリズム」と呼称していた。

## 沿革
- 1956年（昭和31年）　矢野英数塾開校
- 1961年（昭和36年）　矢野英数塾を城南学園に改称
- 1968年（昭和43年）　国立高校・早大学院・慶應高校への合格率及び合格の絶対数で東京一を達成。以後十数年にわたり記録を更新。
- 2006年（平成18年）　創立50周年を迎える。

## 主要行事
- 新中1英数初歩講座
- 定期テスト対策
- 高校準備講座
- 春期講習
- 夏期講習
- 夏期合宿
- 冬期講習
- 正月V特訓

※教室により実施行事は異なる
かつて行われていた行事
- 教科コンテスト（ゴールデンウイーク明けに実施。）
- 日曜錬成講座（5月～12月の毎週日曜日に実施。小6を対象。）

## 刊行物
- 『東京都都立高校ズバリ!合格決定－公立高校志望校決定用／研究編・実践編』（声の教育社 発行）
- 『栄冠をこの手に－有名高校合格体験記』（啓明書房 発行）
- 『有名高校入試作戦合格への100問100答』（啓明書房 発行）

## その他
- 1956年（昭和31年）、東京都大田区蓮沼（現・東矢口1）に於いて矢野学園長によって開園された城南学園は「専任講師による指導」・「駅前の教室」という発想の転換により現代学習塾の祖といわれる。
- 1960年代～1990年代、自由が丘を中心に渋谷・旗の台・二子玉川・蓮沼（本校）・蒲田・高田馬場・三鷹・赤羽・新小岩や千葉（船橋・浦安・八千代台・勝田台・臼井・佐倉・都賀・四街道・五井）・神奈川（二俣川・青葉台・新百合ヶ丘・相模大野・本厚木・網島・溝の口・藤沢）・埼玉（所沢）方面など、約30教室を展開していたが、1990年代初に城南学園・横浜城南学園・千葉城南学園に分割し、横浜城南学園は相鉄グループへ、千葉城南学園は独立した。現在は千葉城南学園のみ現存している。
- 1980年代後半、三井グループと提携。三井物産の情報産業開発部と、城南学園ニューメディア教育開発センターが中心となり、パソコンを用いた在宅教育システムの実用化実験を行った。（この実験はその後の三井銀行でのインターネットバンキング・ホームバンキング開発の布石となった。）
- 現在ホームページの更新は船橋教室（千葉城南学園本部）が行っている。
- 現在、船橋教室にはポイント制度があり、1回通塾につき1ポイント、漢字検定合格につき30ポイント、成績アップにつき50ポイントが付与され、貯まったポイントは図書カード等との交換が可能である。また、通塾時にカードをリーダに通すことにより保護者に入室・退室時間をメールで通知するサービスがある。
- 9月15日は、創立記念日である（実際の学園創立は1956年3月）。